# Grabice (Opole)
Pour les articles homonymes, voir Grabice.
Grabice est une localité polonaise du gmina de Murów dans la voïvodie et le powiat d'Opole.